# 乌兹洛瓦亚工业园
乌兹洛瓦亚工业园于2013年在图拉州乌兹洛瓦亚地区成立。此工業園是根據2013年12月18日第22号图拉州经济发展部“关于工业园资格授予”的法令而興建，總面積達2000多公顷。乌兹洛瓦亚工业园主要發展机械制造、金属加工、建材生产、食品加工等工業。
2016年，“乌兹洛瓦亚”工业园达到了俄罗斯政府对工业园的基本要求，并同時在俄罗斯联邦工业和贸易部进行了登记。2016年，俄罗斯联邦政府颁布命令，乌兹洛瓦亚工业园被列入有权在基础设施建设方面获得国家资助的实体名单
。現時，工業園區由图拉州发展股份公司管理。